# Норт Ворен (Пенсилванија)
Норт Ворен (енгл. North Warren) насељено је место без административног статуса у америчкој савезној држави Пенсилванија.

## Демографија
По попису из 2010. године број становника је 1.934.
| Група             | 2000.    | 2010.         |
| Белци             | 0 (0,0%) | 1.848 (95,6%) |
| Афроамериканци    | 0 (0,0%) | 29 (1,5%)     |
| Азијати           | 0 (0,0%) | 15 (0,8%)     |
| Хиспаноамериканци | 0 (0,0%) | 13 (0,7%)     |
| Укупно            | 0        | 1.934         |